# Rosa carolina
Rosa carolina es una especie de planta del género Rosa, de la familia Rosaceae.

## Taxonomía
Rosa carolina fue descrita por L. en 1753.

## Distribución
Se encuentra en el territorio este de Canadá hasta el noreste de México.